# Юхор (озеро)
Юхор (Юхорь) — озеро карстового происхождения на северо-востоке Вязниковского района Владимирской области.

## Расположение
Расположено в пределах Балахнинской низины в 18 км к северо-востоку от города Вязники и в 6,5 км к юго-западу от ближайшего населённого пункта (посёлок Санхар), в северной части Клязьминско-Лухского заказника на землях обороны и безопасности Яропольского участкового лесничества Гороховецкого лесничества Министерства обороны Российской Федерации.

## Гидрологические особенности
Площадь озера 39,2 га. Максимальная глубина 14 м. Урез воды находится на высоте 84 м над уровнем моря. Сток из озера осуществляется через ручей Юхарец.

## Гидрохимические особенности
Прозрачность воды в озере значительно варьируется в течение вегетационного сезона и достигают показателей 0,5 −1,3 м (по диску Секки). Её величина в значительной степени определяется цветностью воды, то есть по мере увеличения цветности снижается её прозрачность. В летний период в озере устанавливается устойчивая вертикальная температурная стратификация. На Юхоре слой температурного скачка (термоклин) наблюдается на глубине 4 м. Осенью в озере термоклин заглубляется на 2 м.
По величинам жёсткости озеро относится к водоёмам мягководного типа. По другим гидрохимическим характеристикам нейтральный Юхор выделяется высокой концентрацией кальция и гидрокарбонатов. По величине цветности воды (35 град.), Юхор относится к олигогумозным водоёмам, где его средневегетационные значения не превышали 50 град. По содержанию основных биогенных элементов (общий азот и общий фосфор) озеро относится к эвтрофному типу.

### Средние гидрохимические показатели
| Средние гидрохимические показатели | Средние гидрохимические показатели | Средние гидрохимические показатели | Средние гидрохимические показатели |
| ---------------------------------- | ---------------------------------- | ---------------------------------- | ---------------------------------- |
| Прозрачность, м                    | 0,9                                | Общий азот, мг/л                   | 1,483                              |
| Цветность, град                    | 28                                 | Аммоний-ион (N), мг/л              | 0,201                              |
| pH                                 | 8,59                               | Нитрит-ион (N), мг/л               | 0,018                              |
| Жёсткость, мгэкв/л                 | 1,93                               | Нитрат-ион (N), мг/л               | 0,587                              |
| Кальций, мг/л                      | 33,19                              | Железо общее, мг/л                 | 0,061                              |
| Магний, мг/л                       | 3,37                               | Сульфаты, мг/л                     | 22,34                              |
| Гидрокорбанаты, мг/л               | 74,68                              | Хлориды, мг/л                      | 2,63                               |
| Фосфат-ион, мг/л                   | 0,595                              | Взвешенные вещества, мг/л          | 13,49                              |
| Общий фосфор, мг/л                 | 0,230                              |                                    |                                    |

## Содержание тяжёлых металлов в донных отложениях
Содержание ртути (Hg) в донных отложениях озера Юхор ниже пределов количественного обнаружения. Концентрация остальных элементов варьируется в достаточно широких пределах.
| Содержание тяжёлых металлов в донных отложениях, мкг/г сухой массы | Содержание тяжёлых металлов в донных отложениях, мкг/г сухой массы | Содержание тяжёлых металлов в донных отложениях, мкг/г сухой массы | Содержание тяжёлых металлов в донных отложениях, мкг/г сухой массы | Содержание тяжёлых металлов в донных отложениях, мкг/г сухой массы |
| ------------------------------------------------------------------ | ------------------------------------------------------------------ | ------------------------------------------------------------------ | ------------------------------------------------------------------ | ------------------------------------------------------------------ |
|                                                                    | Медь (Cu)                                                          | Кадмий (Cd)                                                        | Свинец (Pb)                                                        | Цинк (Zn)                                                          |
| Юхор                                                               | 14,4                                                               | 2,8                                                                | 37,4                                                               | 56,7                                                               |
| Экологические нормативы (Нидерланды)                               | 35,0                                                               | 0,8                                                                | 85,0                                                               | 140,0                                                              |

## Инфраструктура
На восточном берегу в южной части озера установлен памятный крест христианами общины Русской Православной Старообрядческой Церкви города Вязники:

Сей святой крест воздвигнут в память о святых мучениках и исповедниках подвизавшихся в скитах на озёрах Юхор и Кщара.
Святые обители были разорены отрядом полковника Лопухина в 1660-х годах, а десятки иноков сожжены за древлее благочестие в срубах на площади в г. Вязники.

## Нормативно-правовой статус
Решением исполнительного комитета Владимирского областного Совета народных депутатов от 01.12.1980 года озеро признано памятником природы.
Постановлением Губернатора Владимирской обл. от 14.05.2012 № 480 памятник природы регионального значения «Озеро Юхор» реорганизован в государственный природный комплексный заказник регионального значения «Клязьминско-Лухский».

## Разрешённые места для отдыха
Комиссия по оценке состояния, развития и функционирования особо охраняемых природных территорий регионального значения утвердила 3 специально выделенных места для разведения костров, разбивки бивуаков, привалов, палаточных городков, туристских стоянок на озере Юхор.
Стоянка в неустановленных местах грозит наложением административного штрафа.
Озеро Юхор расположено на территории зоны регулируемого природопользования государственного природного комплексного заказника регионального значения «Клязьминско-Лухский».
Нахождение автотранспорта и туристических групп за пределами специально выделенных мест считается незаконным и подпадает под действие статьи 8.39 Кодекса РФ об административных правонарушениях.